# Silvester Tung Kiem San

Silvester Tung Kiem San, né le 11 juillet 1961 à Maupongo dans la province des Petites îles de la Sonde orientales, est un prélat indonésien, évêque du diocèse de Denpasar en Indonésie depuis 2008.

## Biographie
Silvester Tung Kiem San est le 3e fils de Roben Robo et Katharina No'o Nore. Sa famille est d'origine chinoise. 
Il poursuit sa scolarité au sein des écoles catholiques jusqu'à son entrée au Séminaire (catholique) interdiocèsain à Maumere. 
Il est ordonné prêtre pour l'archidiocèse d'Ende le 29 juillet 1988.
En 1990, il est envoyé l'Université pontificale urbanienne à Rome pour se spécialiser en théologie biblique. Il décroche une licence en 1992 sur le thème "La miséricorde de Dieu de la parabole de Luc 15". 
Après cela, il rentre dans son diocèse pour un ministère d'enseignement notamment au Séminaire (catholique) interdiocèsain à Maumere.
Il retourne à l'Université pontificale urbanienne à Rome pour un Doctorat en théologie biblique sur le thème "L’expérience du ressuscité en Luc 24:1-35".

## Évêque
Le 22 novembre 2008, le pape Benoît XVI le nomme évêque de Denpasar.
Il reçoit l'ordination épiscopale le 19 février 2009 des mains de Mgr Donatus Djagom.